# 細身哈氏甲鯰
細身哈氏甲鯰（学名：Harttia gracilis），為輻鰭魚綱鯰形目甲鯰科的其中一種，為熱帶淡水魚，分布於南美洲巴拉那河及Sao Joao河流域，體長可達10.1公分，棲息在沙石底質底層水域，生活習性不明。
其种加词来源于拉丁文“gracilis”，意为“纤细的”。